# Promachocrinus
Promachocrinus es un género de crinoideos sin tallo (Orden Comatulida). Era considerado un género monotípico, con una única especie llamada Promachocrinus kerguelensis, hasta que en 2023 siete especies fueron agregadas al mismo. Los miembros de Promachocrinus son conocidos por habitar en aguas frías, en los mares alrededor de la Antártida y los grupos de islas circundantes, incluyendo especies que viven bajo el hielo marino. Anteriormente se indicó que los especímenes de este género tenían 20 brazos, pero dos de las especies nuevas, ahora incluidas en el taxón, tienen 10. Muchas de las especies habitan alrededor de la Antártica. Sin una secuenciación del ADN, puede ser difícil distinguirlas.

## Especies
Actualmente hay ocho especies reconocidas de Promachocrinus:
- Promachocrinus fragarius McLaughlin, Wilson y Rouse 2023
- Promachocrinus joubini Vaney, 1910
- Promachocrinus kerguelensis Carpenter, 1879; Especie tipo
- Promachocrinus mawsoni (Clark, 1937)
- Promachocrinus unruhi McLaughlin, Wilson y Rouse 2023
- Promachocrinus uskglassi McLaughlin, Wilson y Rouse 2023
- Promachocrinus vanhoeffenianus Minckert, 1905
- Promachocrinus wattsorum McLaughlin, Wilson y Rouse 2023